# Saint-Martin-Bellevue
Cet article possède un paronyme, voir Saint-Martin-de-Belleville.
Pour les articles homonymes, voir Saint-Martin.
Saint-Martin-Bellevue est une ancienne commune française située dans le département de la Haute-Savoie, en région Auvergne-Rhône-Alpes. Elle fait partie du canton d'Annecy-le-Vieux.
Au 1er janvier 2017, elle est regroupée avec Aviernoz, Thorens-Glières, Évires, Les Ollières pour former la commune nouvelle de Fillière.  

## Géographie
2 343 habitants (2008) résident dans la commune de Saint-Martin-Bellevue sur une superficie de 933 hectares, soit 251,1 hab./km2. En 2012, Saint-Martin compte 2 500 habitants.
Quelques distances :
- Annecy : 11 km ;
- Genève : 36 km ;
- Chamonix : 94 km ;
- Lyon : 157 km ;
- Paris : 554 km.

Le point le plus haut de la commune se situe au nord de celle-ci, au dessus du lieu-dit « les chappaliers ». Aisément accessible à pied depuis la route des bois boccards, et repérable de loin par la présence d’une antenne-relais, il se situe à plus de 760m d’altitude.

### Communes limitrophes
| Allonzier-la-Caille | Villy-le-Pelloux      | Charvonnex   |
| Cuvat               | Saint-Martin-Bellevue | Les Ollières |
| Annecy (Pringy)     | Argonay               | Villaz       |

### Transport
L'échangeur entre l'autoroute A41 et l'autoroute A410 est dans la commune. Il comprend une sortie connectée à la D 1201, et une barrière de péage.
La ligne T72 des Cars Région Haute-Savoie passe par Saint-Martin-Bellevue plusieurs fois par jour et fait la liaison entre Annecy et Genève, même les jours fériés et en période de vacances scolaires.
Un bus SIBRA (ligne 9) pour rejoindre Annecy en passant par Pringy peut être pris à Argonay (commune située en aval de Saint-Martin en direction d'Annecy).

## Toponymie
En francoprovençal, le nom de la commune s'écrit San-Martin, selon la graphie de Conflans.

## Histoire
Les premières traces de notre lieu de vie sont très lointaines, elles évoquent le passage, sur le territoire de la commune, d'une antique voie allant de Boutæ (Annecy-les-Romains) à Geneva (Genève). Dans l'Histoire des Communes Savoyardes. Le Genevois et Lac d'Annecy, Saint-Martin-Bellevue est citée pour la première fois en 867 lors de la cession de domaines par l'empereur Lothaire II à sa femme Thiètberge.
Au XIIe siècle, des nobles du nom de Mont Saint Martin figurent dans l'entourage des comtes de Genève. L'un d'eux prénommé Faucon est chargé, vers 1180, de mener une enquête à Thônes sur les agissements du métrai du lieu. Plus tard, un autre personnage du même prénom assiste en 1227 à une donation faite à l'abbaye Sainte-Catherine par le comte de Genève, Guillaume II.
Au XIIIe siècle, la succession de ces seigneurs de Mont Saint-Martin semble avoir passé à la famille de Monthoux du Barrioz qui deviennent seigneurs de Saint-Martin. En effet, une branche cadette des de Monthoux, dite plus tard du Barrioz, est possessionnée dès 1278 au mandement d'Annecy. Elle a possédé une maison forte, aujourd'hui disparue (château du Barrioz, avec des ruines probables dans la forêt du Barrioz).
Pierre de Viry va dans le même sens lorsqu'il précise avoir trouvé les « traces d'une antique famille de Mont Saint-Martin peut-être de la même souche que celle de Monthoux, si nous pouvons accepter comme preuve suffisante la mention faite dans une Charte de 1320 des deux derniers connus du nom de Mont Saint-Martin et de plusieurs Monthoux sous le nom générique de Monthoux ». En tout cas, précise-t-il « tous les biens des De Mont Saint-Martin passèrent aux De Monthoux ».
La branche Monthoux-Barrioz semble s'être éteinte en 1849 et toutes les autres branches qu'ils ont formées sont également éteintes.
Mont-Saint-Martin qui est l'ancienne appellation de notre village a eu sa place sur la route de Saint-Jacques-de-Compostelle ; après avoir appartenu politiquement au duché de Savoie, il a, plus près de nous été une entité géographique du Genevois. Saint-Martin n'est devenu « Bellevue » qu'en 1921.
En 2015, un projet de fusion des communes de la communauté de communes du pays de la Fillière est soumis à un référendum,. L'objectif est de créer une commune suffisant forte avant la fusion de la CCPF en 2017 avec la communauté de l'agglomération d'Annecy
Un référendum a été tenu le 11 octobre 2015 sur l'ensemble des communes de la CCPF pour décider de la création d'une commune nouvelle sur les bases de la communauté de communes, pour ensuite intégrer la communauté de l'agglomération annécienne. À la suite d'un référendum 11 octobre 2015, la proposition de fusion à 9 est stoppée.
La commune fusionnera avec Thorens-Glières, Évires, Les Ollières et Saint-Martin-Bellevue au 1er janvier 2017 pour donner naissance à la commune nouvelle appelée Fillière.

## Politique et administration

### Tendances politiques et résultats
Saint-Martin-Bellevue est une commune qui penche nettement à droite. Ainsi si on additionne les scores obtenus par l'ensemble des candidats de droite ou de centre-droit (UMP/FN/DLR/Modem) à l'élection présidentielle de 2012, on obtient un score de près de 70 % des suffrages exprimés (36,2 % pour l'UMP + 14,6 % pour le FN + 14,1 % pour le Modem + 2,4 % pour DLR). Soit un score nettement plus élevé que la moyenne nationale qui se situe à 56 % (+14 points). On observe une préférence nette notamment pour LR (ex-UMP ; +9 points par rapport à la moyenne nationale) et pour le Modem (+5 points par rapport à la moyenne nationale).
Au second tour de la présidentielle 2012, l'abstention y est pratiquement la même qu'au premier (environ 12 % soit un score inférieur de 8 points à la moyenne nationale). N. Sarkozy écrase son adversaire socialiste F. Hollande (64 % contre 36 % des suffrages exprimés). Soit un score de 16 points supérieurs à la moyenne nationale pour Nicolas Sarkozy. Et une progression de 28 points entre les deux tours.
L'analyse de l'élection présidentielle de 2007 confirme la sociologie électorale de Saint-Martin-Bellevue avec 37 % des suffrages exprimés pour N. Sarkozy au premier tour, soit un score de 6 points supérieur à la moyenne nationale. Les scores du second tour de l'élection présidentielle de 2007 sont sensiblement identiques à ceux de 2012 (66 % pour Sarkozy contre 34 % pour Royal) bien que légèrement plus en faveur de l'UMP (+4 points) par rapport à 2012.
Aux élections régionales de 2015, le FN réalise une percée au premier tour avec presque 26 % des suffrages exprimés. Plus d'un Saint-Martinois sur 10 a voté FN, un score légèrement supérieur aux communes limitrophes.

### Liste des maires
| Période                                  | Période          | Identité           | Étiquette | Qualité |
| ---------------------------------------- | ---------------- | ------------------ | --------- | ------- |
| mars 2001                                | 31 décembre 2016 | Christian Rophille | DVD       |         |
| Les données manquantes sont à compléter. |                  |                    |           |         |

### Liste des maires délégués
| Période        | Période  | Identité           | Étiquette | Qualité                   |
| -------------- | -------- | ------------------ | --------- | ------------------------- |
| 3 janvier 2017 | en cours | Christian Rophille | DVD       | Maire adjoint de Fillière |

## Démographie
Ses habitants sont appelés les Saint-Martinois.
L'évolution du nombre d'habitants est connue à travers les recensements de la population effectués dans la commune depuis 1793. Pour les communes de moins de 10 000 habitants, une enquête de recensement portant sur toute la population est réalisée tous les cinq ans, les populations de référence des années intermédiaires étant quant à elles estimées par interpolation ou extrapolation. Pour la commune, le premier recensement exhaustif entrant dans le cadre du nouveau dispositif a été réalisé en 2008.

En 2014, la commune comptait 2 587 habitants, en évolution de +10,41 % par rapport à 2008 (Haute-Savoie : +6,01 %, France hors Mayotte : +2,11 %).
| 1793 | 1800 | 1806 | 1822 | 1838 | 1848 | 1858 | 1861 | 1866 |
| ---- | ---- | ---- | ---- | ---- | ---- | ---- | ---- | ---- |
| 229  | 188  | 378  | 424  | 273  | 469  | 500  | 483  | 514  |

| 1872 | 1876 | 1881 | 1886 | 1891 | 1896 | 1901 | 1906 | 1911 |
| ---- | ---- | ---- | ---- | ---- | ---- | ---- | ---- | ---- |
| 506  | 510  | 529  | 535  | 502  | 514  | 518  | 512  | 423  |

| 1921 | 1926 | 1931 | 1936 | 1946 | 1954 | 1962 | 1968 | 1975 |
| ---- | ---- | ---- | ---- | ---- | ---- | ---- | ---- | ---- |
| 400  | 403  | 398  | 412  | 422  | 436  | 442  | 523  | 747  |

| 1982  | 1990  | 1999  | 2006  | 2008  | 2013  | 2014  | - | - |
| ----- | ----- | ----- | ----- | ----- | ----- | ----- | - | - |
| 1 007 | 1 412 | 1 739 | 2 212 | 2 343 | 2 536 | 2 587 | - | - |

En 2006, 40 % des habitants sont des gens du cru, 30 % sont des personnes venant du bassin annécien et les autres viennent de secteurs plus éloignés[réf. nécessaire].
Depuis 1990, la population de Saint-Martin-Bellevue a pratiquement doublé, illustration parfaite de la croissance française du périurbain. La proximité de la Suisse et la vue sur le lac d'Annecy attirent depuis quelques années les foyers à hauts revenus à Saint-Martin-Bellevue. Beaucoup de ses habitants sont donc des pendulaires qui font l'aller-retour quotidien avec Genève ou encore Annecy. 
Selon une étude menée par le magazine Capital en 2010, 5,1 % des 1 108 foyers fiscaux de la commune déclareraient plus de 97 500 € par an.
Ce chiffre place Saint-Martin-Bellevue à la 43e place des communes françaises où se concentrent les plus hauts revenus, devant des villes comme Saint-Tropez (50e), ou encore Sevrier (56e).

## Économie
L'agriculture est encore présente sur la commune sous forme de six GAEC. Le prix moyen des terres agricoles était de 10 000 € l'hectare en 2006.
Un certain nombre d'entreprises artisanales et de petites industries sont installées sur la commune, ainsi qu'un pôle commercial avec bar, restaurant, boulangerie, journaux, tabac, au rond-point de la RD 1201, ainsi que divers services : dentiste, coiffeur, médecin, pharmacie, kinésithérapeute... Le prix moyen du terrain à bâtir était de 200 €/m2 en 2006.

## Culture locale et patrimoine

### Lieux et monuments
- Église Saint-Martin, remaniée au XIXe siècle.

Saint-Martin-Bellevue possède un golf de 9 trous et d'un practice offrant une belle vue sur les collines et les montagnes aux alentours.

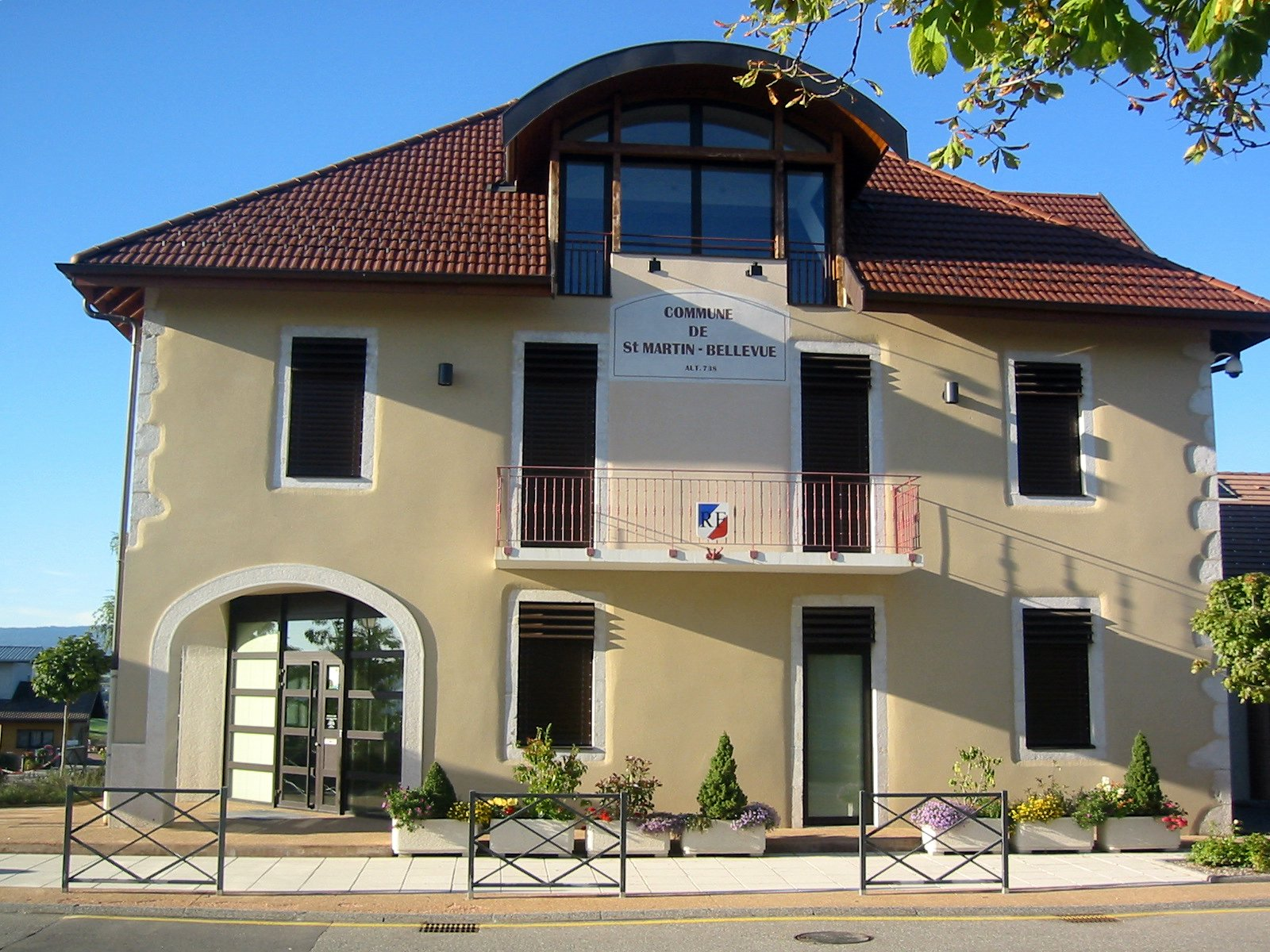
Mairie.
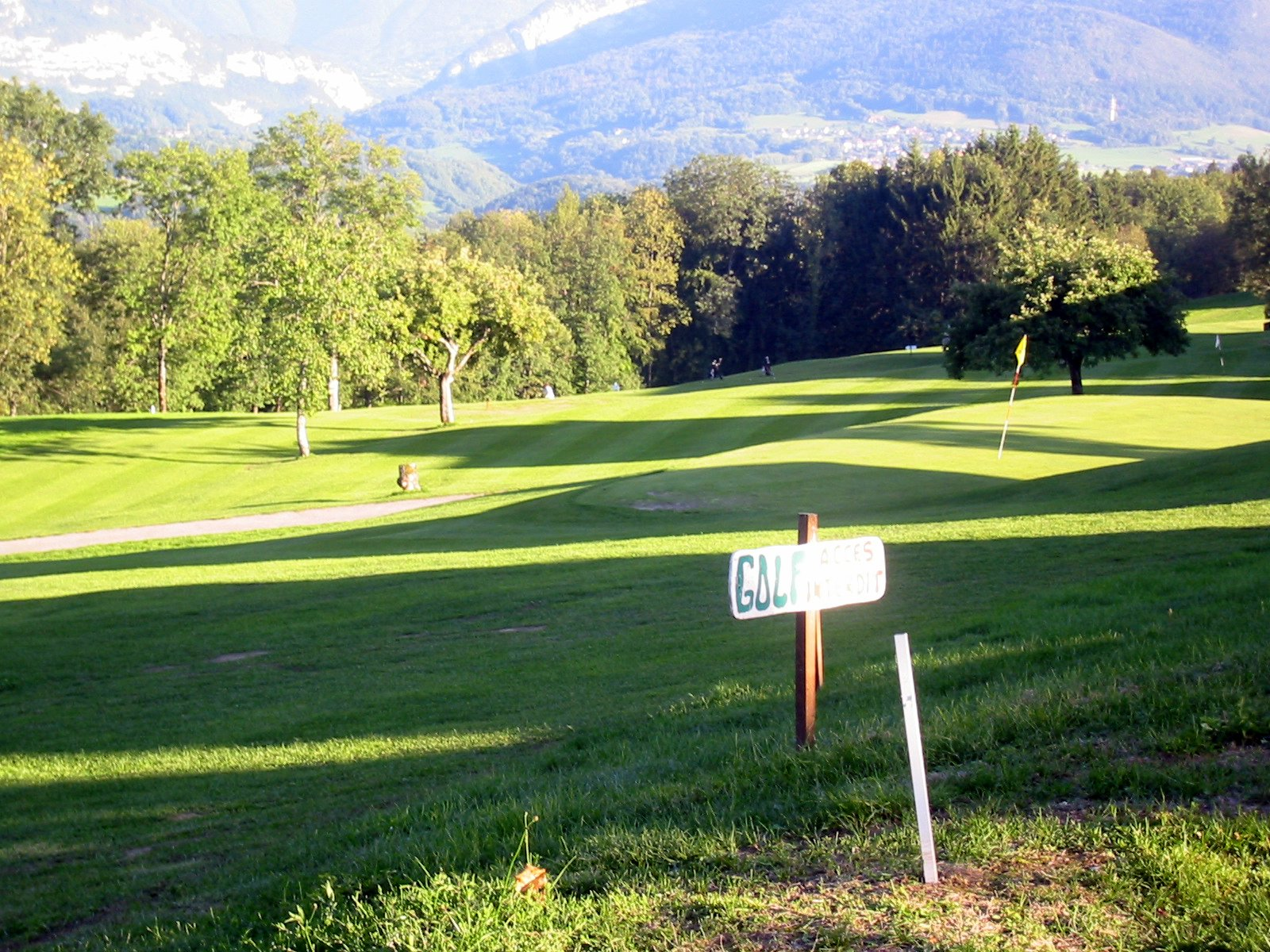
Golf.

### Personnalités
L'abbé Claudius Longeray a été curé de Saint-Martin de 1931 à 1959. Il est réputé pour avoir sauvé une famille de juifs qui habitaient au hameau de Mercier. La Médaille des Justes parmi les Nations lui fut décernée en 1989.
La romancière Danièle Séraphin, réside depuis 1999 sur la commune de Saint-Martin-Bellevue.

### Héraldique
| Armes de Saint-Martin-Bellevue | Les armes de Saint-Martin-Bellevue se blasonnent ainsi : D'azur au chevron d'or, accompagné en chef à dextre d'une coquille du même, au chef de gueules à la croix d'argent. |